# Claiborne (Luisiana)
Claiborne é uma Região censo-designada localizada no estado americano de Luisiana, na Paróquia de Ouachita.

## Demografia
Segundo o censo americano de 2000, a sua população era de 9830 habitantes.

## Geografia
De acordo com o United States Census Bureau tem uma área de
26,3 km², dos quais 26,2 km² cobertos por terra e 0,1 km² cobertos por água.

## Localidades na vizinhança
O diagrama seguinte representa as localidades num raio de 20 km ao redor de Claiborne.